# Alexander Putzenbacher
Alexander Putzenbacher (* 31. Juli 1985 in Judenburg) ist ein österreichischer Politiker der Freiheitlichen Partei Österreichs (FPÖ). Seit dem 21. Jänner 2025 ist er Abgeordneter zum Steiermärkischen Landtag.

## Leben

### Ausbildung und Beruf
Alexander Putzenbacher machte nach Abschluss der Pflichtschule eine Ausbildung zum Tischler und war danach einige Jahre als Montagetischler tätig. Seit der Übernahme des elterlichen Hofes 2017 ist er als Land- und Forstwirt tätig und betreibt in diesem Rahmen eine Junghennenzucht.

### Politik
Putzenbacher ist seit 2020 Mitglied des Gemeinderates von St. Peter am Kammersberg sowie Ortsparteiobmann der FPÖ, seit 2025 ist er auch Bürgermeister der Gemeinde. Zusätzlich ist er seit 2023 stellvertretender Landesobmann der Freiheitlichen Bauernschaft in der Steiermark und in dieser Funktion Bezirkskammerrat der Landwirtschaftskammer Murau.
Bei der Landtagswahl 2024 kandidierte er für die FPÖ an achter Stelle im Landtagswahlkreis 4, welcher die Bezirke Bruck-Mürzzuschlag, Leoben, Liezen, Murau und Murtal umfasst, konnte hierüber jedoch kein Mandat erringen. Erst nachdem Spitzenkandidat Mario Kunasek sowie Hannes Amesbauer in die Landesregierung einzogen, konnte er in den Steiermärkischen Landtag einziehen. Am 21. Jänner 2025 wurde er in der XIX. Gesetzgebungsperiode als Abgeordneter zum Steiermärkischen Landtag angelobt.